# Japeri
Japeri là một đô thị thuộc bang Rio de Janeiro, Brasil. Đô thị này có diện tích 82,832 km², dân số năm 2007 là 96209 người, mật độ 1161,5 người/km².